# Arroio do Padre
Arroio do Padre é um município brasileiro do estado do Rio Grande do Sul. A sua população estimada em 2021 era de 2.966 habitantes. A rodovia RS-737 corta o município, sendo enclave de Pelotas e o liga à rodovia BR-116. Por ela, chega-se à zona urbana de Pelotas.
É um município que faz parte da bacia hidrográfica do rio Camaquã, criado em 16 de abril de 1996, pela Lei estadual n.º 10.738, emancipando-se de Pelotas.
A maioria dos moradores é descendente de pomeranos e em várias casas ainda se fala o dialeto trazido da Pomerânia (região histórica da Alemanha, hoje pertencente à Polônia): O pomerano (pommersch), uma variante do baixo-alemão, também conhecido como plattdeutsch.

## História

### Origem da denominação
O nome do antigo distrito, hoje município, Arroio do Padre advém do nome do organizador e primeiro administrador de Feitoria – o padre Francisco Xavier Prates. Era professor do Mosteiro de São Bento e do Convento Santo Antônio no Rio de Janeiro, tendo falecido em 1784, e irmão de Paulo Xavier Rodrigues Prates, mais tarde proprietário da região da cidade de Canguçu e da ilha hoje da Feitoria e de todo o primitivo Rincão do Canguçu, a concluir-se de mapa elaborado por Alberto Coelho da Cunha, refletindo as sesmarias concedidas em Pelotas.
O padre Prates era cunhado do então tenente-coronel Manuel Marques de Sousa, herói da expulsão dos espanhóis da Vila de Rio Grande em 1 de abril de 1776. Ou, por outro lado, subcomandante da Legião de Cavalaria Ligeira da Fronteira do Rio Grande, com base na estância do Pavão e ao comando do seu proprietário, o então coronel Rafael Pinto Bandeira e raiz histórica da 8.ª Brigada de Infantaria Motorizada que tem como patrono o marechal Manuel Marques de Sousa.

## Política
O primeiro prefeito do município do Arroio do Padre foi Almiro Buss (PDT) com Gilnei Fischer (PFL) como vice no ano de 2000. Em 2004, foi eleito como prefeito Gilnei Fischer(PFL) com Jaime Starke (PP) como vice. No ano de 2008 foi eleito como prefeito Jaime Starke(PP)  e como vice Gilmar Schlesener (PDT). Em 2012 foi eleito como prefeito Leonir Aldrighi Baschi (DEM) e como vice Luiz Carlos Lichtnow (DEM) com mandato até 31 de dezembro de 2016.
Em 2006, foi o município brasileiro no qual o presidente Luiz Inácio Lula da Silva teve a menor votação (apenas 11,4%).
Em 2002, o município já havia chamado a atenção do país por garantir ao candidato a governador Germano Rigotto (PMDB) a maior votação do todo o Rio Grande do Sul no segundo turno, com 84,7% do total de votos, contra 11,2% do candidato do PT, Tarso Genro. Naquele mesmo pleito, o candidato a presidente José Serra (PSDB) recebeu 79,7% do total de votos, e Lula, 15,8%.

## Economia
A economia é dominada pelo setor primário. Destacam-se as plantações de tabaco, milho e verduras. A pecuária leiteira também tem papel importante na economia do município.
O município tem como características o minifúndio e a policultura. É formado por pequenas propriedades rurais, cada uma em torno de 20 hectares, sendo cultivadas com mão de obra familiar.

## Religião e Demografia
Religiões em Arroio do Padre (2010)
A maioria dos moradores é descendente de pomeranos e em várias casas ainda é falado o pomerano (pommersch), uma variante do baixo-alemão, conhecido também como plattdeutsch. Quanto à religião, a maioria dos habitantes é evangélica luterana. Embora o nome do município possua uma referência à Igreja Católica (padre), quase não há católicos dentre os seus habitantes. A maioria dos habitantes é membro das igrejas luteranas (IECLB, IELB e a IELI).
Segundo o Censo 2010 do IBGE, a população da cidade é de 2.730 habitantes. Deles 2.343 habitantes eram evangélicos, 212 eram católicos e 17 eram espíritas. 85,82% da população do município era protestante, 7,76% eram católicos romanos, 4,79% não tinha religião, 0,62% eram espíritas, 0,21% eram Testemunhas de Jeová e 0,76% não souberam responder o Censo.
Dentre as denominações protestantes em Arroio do Padre, a maioria da população é luterana, cerca de 69,34% da população do município. Os pentecostais são 6,88%, dentre os quais, as Assembleias de Deus são o maior grupo pentecostal, com 1,42% da população, seguida pela Igreja Evangélica Pentecostal O Brasil Para Cristo com 0,14%